# Гапон, Евгений Эдуардович
Евге́ний Эдуа́рдович Гапо́н (20 апреля 1991, Новосибирск, СССР) — российский футболист, защитник. Выступал за молодёжную сборную России.

## Карьера

### Клубная
Начал заниматься футболом в родном Новосибирске в клубах «Север», «Спартак». Когда Евгению было 14 лет, Константин Сарсания пригласил его в «Академику». Играл в команде футболистов 1991 года рождения «Трудовые резервы / Спортакадемклуб» (ТРСАК), которая относилась к клубу «Сибирь». В 2009 году оказался в числе игроков, перешедших из «Спортакадемклуба» в «Химки». Дебютировал в чемпионате России 3 апреля 2009 года в матче «Химки» — «Ростов». 16 декабря 2010 года подписал контракт с ярославским «Шинником». В июле 2011 года перешёл в воронежский «Факел». В январе 2013 года покинул «Факел» и вернулся обратно в «Шинник». Зимой 2015 года проходил просмотр в ЦСКА, но не подошёл клубу. Позже стало известно, что у Гапона есть возможность ухода в любой клуб премьер-лиги всего за 1,5 млн рублей — эту сумму заплатила «Мордовия». Футболист подписал контракт с саранским клубом на полтора года.
23 июня 2016 стал игроком «Кубани». В июле 2018 года перешёл в «Анжи».
С сезона 2019/20 — игрок ФК «Химки». Финалист Кубка России 2019/20.
В мае 2021 года подписал годовой контракт с казахстанским клубом «Шахтёр» из Караганды. Некоторое время являлся свободным агентом, пока в июле 2022 года не подписал контракт с ивановским «Текстильщиком». Вскоре он дебютировал за команду в матче первого тура второй лиги против «Мурома» (1:2). За красно-черных провел в первенстве пять матчей и зимой покинул клуб.
В 2023 году — игрок ФК «Куркино», участвующего в Дивизионе «А» чемпионата Москвы (III дивизион первенства России, ЛФК). В сентябре присоединился к медиафутбольной команде Fight Nights.

### В сборной
Играл в юношеской и молодёжной сборной России по футболу.

## Статистика
| Сезон   | Клуб            | Лига                         | Чемпионат | Чемпионат | Кубок | Кубок | Карточки | Карточки |
| Сезон   | Клуб            | Лига                         | Игры      | Голы      | Игры  | Голы  | Жёлтые   | Красные  |
| ------- | --------------- | ---------------------------- | --------- | --------- | ----- | ----- | -------- | -------- |
| 2008    | Спортакадемклуб | Первый дивизион              | 9         | 0         | 0     | 0     | 1        | 0        |
| 2009    | Химки           | Премьер-лига                 | 13        | 0         | 0     | 0     | 3        | 1        |
| 2010    | Химки           | Первый дивизион              | 24        | 0         | 1     | 0     | 2        | 0        |
| 2011/12 | Шинник          | Футбольная национальная лига | 13        | 0         | 1     | 0     | 0        | 0        |
| 2011/12 | Факел (Воронеж) | Футбольная национальная лига | 27        | 0         | 2     | 0     | 2        | 0        |
| 2012/13 | Факел (Воронеж) | Второй дивизион              | 7         | 0         | 1     | 0     | 1        | 1        |
| 2012/13 | Шинник          | Футбольная национальная лига | 4         | 0         | 0     | 0     | 1        | 0        |
| 2013/14 | Шинник          | Футбольная национальная лига | 24        | 1         | 1     | 0     | 0        | 0        |
| 2014/15 | Шинник          | Футбольная национальная лига | 16        | 0         | 2     | 0     | 0        | 0        |